# 庫貝里岩
75°17′S 138°31′W / 75.283°S 138.517°W
庫貝里岩（英語：Kuberry Rocks）是南極洲的岩石，位於瑪麗伯德地，屬於科爾特高地的一部分，處於馬蒂科尼斯峰西北面11公里，美國地質調查局根據測量和該國海軍的空中照片繪入地圖。